# Министерство внутренних дел
Министерство внутренних дел (МВД) — орган исполнительной власти, государственное учреждение, в большинстве государств мира, как правило, выполняющий административно-распорядительные функции в сфере обеспечения общественной безопасности, охраны правопорядка, борьбы с преступностью.
В отдельных государствах на органы МВД возложены функции обеспечения национальной безопасности и вопросов иммиграции, охраны мест лишения свободы, разрешительные функции в сфере оборота оружия, наркотических средств, печатей и штампов, другого, а также вопросов цензуры в средствах массовой информации.
Структурно МВД входит в состав высших органов исполнительной власти и подчиняется, непосредственно, главе государства (президенту, и так далее).
В государствах с федеративным устройством министерство внутренних дел часто имеет отделения на уровне всего государства и субъектов федерации. Автономные территории часто тоже имеют отдельных министров или министерства внутренних дел (например, Гонконг — специальный административный район Китайской Народной Республики). В различных государствах министерство внутренних дел может иметь разные названия, например, в США его функции выполняет Министерство национальной безопасности (англ. Department of Homeland Security) и Министерство юстиции (англ. Department of Justice). Правда в США существует министерство внутренних дел, но в отличие от министерств внутренних дел в других государствах его основная функция — не полицейские мероприятия и организация безопасности, а управление землёй. В Союзе ССР до 1946 года аналогичный орган назывался Народным комиссариатом внутренних дел, и в 1946 году был преобразован в Министерство внутренних дел СССР. Сейчас в России действует Министерство внутренних дел Российской Федерации.

## Список органов внутренних дел
Список органов внутренних дел государств мира (представлены не все):
| Государство                    | Название органа исполнительной власти                                                               | Название должности руководителя                                                           |
| ------------------------------ | --------------------------------------------------------------------------------------------------- | ----------------------------------------------------------------------------------------- |
| Австралия                      | Министерство генерального прокурора                                                                 | Секретарь Министерства генерального прокурора                                             |
| Австрия                        | Федеральное министерство внутренних дел                                                             | Федеральный министр внутренних дел                                                        |
| Азербайджан                    | Министерство внутренних дел                                                                         | Министр внутренних дел                                                                    |
| Албания                        | Министерство внутренних дел                                                                         | Министр внутренних дел                                                                    |
| Ангола                         | Министерство внутренних дел                                                                         | Министр внутренних дел                                                                    |
| Аргентина                      | Министерство внутренних дел, общественных работ и жилищного строительства Министерство безопасности | Министр внутренних дел, общественных работ и жилищного строительства Министр безопасности |
| Армения                        | Министерство внутренних дел                                                                         | Министр внутренних дел                                                                    |
| Афганистан                     | Министерство внутренних дел                                                                         | Министр внутренних дел                                                                    |
| Багамские Острова              | Министерство национальной безопасности                                                              | Министр национальной безопасности                                                         |
| Бахрейн                        | Министерство внутренних дел                                                                         | Министр внутренних дел                                                                    |
| Бельгия                        | Министерство внутренних дел                                                                         | Федеральный министр внутренних дел                                                        |
| Беларусь                       | Министерство внутренних дел                                                                         | Министр внутренних дел                                                                    |
| Болгария                       | Министерство внутренних дел                                                                         | Министр внутренних дел                                                                    |
| Босния и Герцеговина           | Министерство внутренних дел                                                                         | Министр внутренних дел                                                                    |
| Великобритания                 | Хоум-офис                                                                                           | Государственный секретарь хоум-департамента                                               |
| Великобритания                 | Министерство юстиции                                                                                | Министр юстиции                                                                           |
| Великобритания                 | Офис генеральной прокуратуры                                                                        | Генеральный прокурор Англии и Уэльса                                                      |
| Венгрия                        | Министерство внутренних дел                                                                         | Министр внутренних дел                                                                    |
| Венесуэла                      | Министерство внутренних дел                                                                         | Министр внутренних дел и юстиции                                                          |
| Гана                           | Министерство внутренних дел                                                                         | Министр внутренних дел                                                                    |
| Германия                       | Федеральное министерство внутренних дел                                                             | Федеральный министр внутренних дел                                                        |
| Гонконг                        | Министерство внутренних дел                                                                         | Секретарь безопасности                                                                    |
| Греция                         | Министерство внутренних дел и административной реконструкции                                        | Министр внутренних дел и административной реконструкции                                   |
| Грузия                         | Министерство внутренних дел                                                                         | Министр внутренних дел                                                                    |
| Дания                          | Министерство внутренних дел и здравоохранения                                                       | Министр внутренних дел и здравоохранения                                                  |
| Доминиканская Республика       | Министерство внутренних дел и полиции                                                               | Министр внутренних дел и полиции                                                          |
| Египет                         | Министерство внутренних дел                                                                         | Министр внутренних дел                                                                    |
| Зимбабве                       | Министерство внутренних дел                                                                         | Министр внутренних дел                                                                    |
| Индия                          | Министерство внутренних дел                                                                         | Министр внутренних дел                                                                    |
| Индонезия                      | Министерство внутренних дел                                                                         | Министр внутренних дел                                                                    |
| Израиль                        | Министерство внутренних дел                                                                         | Министр внутренних дел                                                                    |
| Иран                           | Министерство внутренних дел                                                                         | Министр внутренних дел                                                                    |
| Ирак                           | Министерство внутренних дел                                                                         | Министр внутренних дел                                                                    |
| Исландия                       | Министерство внутренних дел                                                                         | Министр внутренних дел                                                                    |
| Испания                        | Министерство внутренних дел                                                                         | Министр внутренних дел                                                                    |
| Италия                         | Министерство внутренних дел                                                                         | Министр внутренних дел                                                                    |
| Казахстан                      | Министерство внутренних дел                                                                         | Министр внутренних дел                                                                    |
| Канада                         | Министерство общественной безопасности и ЧС                                                         | Министр общественной безопасности и ЧС                                                    |
| Камбоджа                       | Министерство внутренних дел                                                                         | Министр внутренних дел                                                                    |
| Кения                          | Министерство внутренней безопасности и провинциальной администрации                                 | Министр внутренних дел и провинциальной администрации                                     |
| Китай                          | Министерство общественной безопасности Министерство контроля                                        | Министр общественной безопасности Министр контроля                                        |
| Китайская Республика (Тайвань) | Министерство внутренних дел                                                                         | Министр внутренних дел                                                                    |
| Кипр                           | Министерство внутренних дел                                                                         | Министр внутренних дел                                                                    |
| Кыргызстан                     | Министерство внутренних дел                                                                         | Министр внутренних дел                                                                    |
| Колумбия                       | Министерство внутренних дел и юстиции                                                               | Министр внутренних дел и юстиции                                                          |
| Республика Корея               | Министерство внутренних дел и законодательства                                                      | Министр внутренних дел и законодательства                                                 |
| Латвия                         | Министерство внутренних дел                                                                         | Министр внутренних дел                                                                    |
| Ливан                          | Министр внутренних дел и муниципалитетов                                                            | Министр внутренних и муниципалитетов Ливана                                               |
| Литва                          | Министерство внутренних дел                                                                         | Министр внутренних дел                                                                    |
| Мавритания                     | Министерство внутренних дел                                                                         | Министр внутренних дел                                                                    |
| Малайзия                       | Министерство внутренних дел                                                                         | Министр внутренних дел                                                                    |
| Макао                          | Министерство внутренних дел                                                                         | Секретарь безопасности Макао                                                              |
| Северная Македония             | Министерство внутренних дел                                                                         | Министр внутренних дел                                                                    |
| Мозамбик                       | Министерство внутренних дел                                                                         | Министр внутренних дел                                                                    |
| Молдова                        | Министерство внутренних дел                                                                         | Министр внутренних дел                                                                    |
| Монголия                       | Министерство юстиции и внутренних дел                                                               | Министр юстиции и внутренних дел                                                          |
| Марокко                        | Министерство Внутренних Дел                                                                         | Министр внутренних дел                                                                    |
| Нидерланды                     | Министерство внутренних дел и по делам Королевства                                                  | Министр внутренних дел и по делам Королевства                                             |
| Новая Зеландия                 | Министерство внутренних дел                                                                         | Министр внутренних дел                                                                    |
| Норвегия                       | Министерство юстиции и общественной безопасности                                                    | Министр юстиции и общественной безопасности                                               |
| Пакистан                       | Министерство внутренних дел                                                                         | Министр внутренних дел                                                                    |
| Перу                           | Министерство внутренних дел                                                                         | Министр внутренних дел                                                                    |
| Польша                         | Министерство внутренних дел                                                                         | Министр внутренних дел                                                                    |
| Португалия                     | Министерство внутренней администрации                                                               | Министр внутренней администрации                                                          |
| Россия                         | Министерство внутренних дел Министерство юстиции                                                    | Министр внутренних дел Министр юстиции                                                    |
| Румыния                        | Министерство администрации и внутренних дел                                                         | Министр администрации и внутренних дел                                                    |
| Саудовская Аравия              | Министерство внутренних дел                                                                         | Министр внутренних дел                                                                    |
| Сенегал                        | Министр внутренних дел                                                                              | Министр внутренних дел                                                                    |
| Сербия                         | Министерство внутренних дел                                                                         | Министр внутренних дел                                                                    |
| Сингапур                       | Министерство внутренних дел                                                                         | Министр внутренних дел                                                                    |
| Словакия                       | Министерство внутренних дел                                                                         | Министр внутренних дел                                                                    |
| Словения                       | Министерство внутренних дел                                                                         | Министр внутренних дел                                                                    |
| Судан                          | Министерство внутренних дел                                                                         | Министр внутренних дел                                                                    |
| США                            | Министерство внутренней безопасности                                                                | Министр внутренней безопасности                                                           |
| США                            | Министерство юстиции                                                                                | Генеральный прокурор                                                                      |
| Таиланд                        | Министерство внутренних дел                                                                         | Министр внутренних дел                                                                    |
| Таджикистан                    | Министерство внутренних дел                                                                         | Министр внутренних дел                                                                    |
| Тунис                          | Министерство внутренних дел                                                                         | Министр внутренних дел                                                                    |
| Туркменистан                   | Министерство внутренних дел                                                                         | Министр внутренних дел                                                                    |
| Турция                         | Министерство внутренних дел                                                                         | Министр внутренних дел                                                                    |
| Уругвай                        | Министерство внутренних дел                                                                         | Министр внутренних дел                                                                    |
| Узбекистан                     | Министерство внутренних дел                                                                         | Министр Внутренних дел                                                                    |
| Украина                        | Министерство внутренних дел                                                                         | Министр внутренних дел                                                                    |
| Филиппины                      | Министерство внутренних дел и местного самоуправления                                               | Секретарь внутренних дел                                                                  |
| Финляндия                      | Министерство внутренних дел                                                                         | Министр внутренних дел                                                                    |
| Франция                        | Министерство внутренних дел                                                                         | Министр внутренних дел                                                                    |
| Хорватия                       | Министерство внутренних дел                                                                         | Министр внутренних дел                                                                    |
| Чили                           | Министерство внутренних дел и общественной безопасности                                             | Министр внутренних дел и общественной безопасности                                        |
| Черногория                     | Министерство внутренних дел и государственной администрации                                         | Министр внутренних дел и государственной администрации                                    |
| Чехия                          | Министерство внутренних дел                                                                         | Министр внутренних дел                                                                    |
| Швейцария                      | Министерство внутренних дел                                                                         | Члены Федерального совета Швейцарии                                                       |
| Швеция                         | Министерство внутренних дел                                                                         | Министр внутренних дел                                                                    |
| Шри-Ланка                      | Министерство внутренних дел и управления правопорядка                                               | Министр внутренних дел и управления правопорядка                                          |
| Эстония                        | Министерство внутренних дел                                                                         | Министр внутренних дел                                                                    |
| Эфиопия                        | Министерство внутренних дел                                                                         | Министр внутренних дел                                                                    |
| ЮАР                            | Министерство внутренних дел                                                                         | Министр внутренних дел                                                                    |
| Япония                         | Министерство внутренних дел и коммуникаций                                                          | Министр внутренних дел и коммуникаций                                                     |